# Bobrek (województwo małopolskie)
Bobrek – wieś w Polsce położona w województwie małopolskim, w powiecie oświęcimskim, w gminie Chełmek.

## Położenie
Bobrek położony jest nad Wisłą, nieopodal ujścia z Sołą. Leży w Kotlinie Oświęcimskiej, niedaleko Chełmka (ok. 4 km) oraz Oświęcimia (ok. 4 km). Przez Bobrek przebiega droga wojewódzka nr 933.

## Historia
Miejscowość ma metrykę średniowieczną i istnieje co najmniej od XIV wieku. Wymieniona po raz pierwszy w 1390 roku w dokumencie zapisanym w języku łacińskim jako Bobrek, Bobreg. Nazwa jest zdrobnieniem od słowa bóbr co wskazuje na zamieszkanie tych zwierząt w okolicy .
Wieś początkowo była własnością szlachecką i do 1390 roku należała do Mikołaja Strzały z Bobrka. Odnotowują ją historyczne dokumenty. W 1402 roku Dziersław Karwacjan „iuvenis” wraz z Janem Ligęzą toczyli spór sądowy o granice pomiędzy Libiążem, a Bobrkiem. W 1408 roku po raz pierwszy został wymieniony obronny zamek w Bobrku, zbudowany przez Jana Ligęzę, który dwa lata później uczestniczył w bitwie pod Grunwaldem prowadząc własną chorągiew. Po jego śmierci miejscowość wchodziła w uposażenie rodu Ligęzów herbu Półkozic. W 1439 roku Piotr z Bobrka podpisał akt konfederacji Spytka z Melsztyna .
Zamek w późniejszym okresie stał się zamkiem zbójnickim, który został oczyszczony ze zbójców za czasów Zygmunta III Wazy. W latach 1768–1772 w miejscowości stacjonowali konfederaci barscy. Po rozbiorach Polski miejscowość dostała się w 1795 roku w granice zaboru austriackiego.
Wieś pod koniec XIX wieku wymienia Słownik geograficzny Królestwa Polskiego. W 1880 roku zajmowała ona obszar 2564 morg w tym 1342 morgi lasu oraz 156 domów, w których zamieszkiwało 882 mieszkańców.
W latach 1954–1972 wieś należała i była siedzibą władz gromady Bobrek. W latach 1975–1998 miejscowość administracyjnie należała do województwa bielskiego.

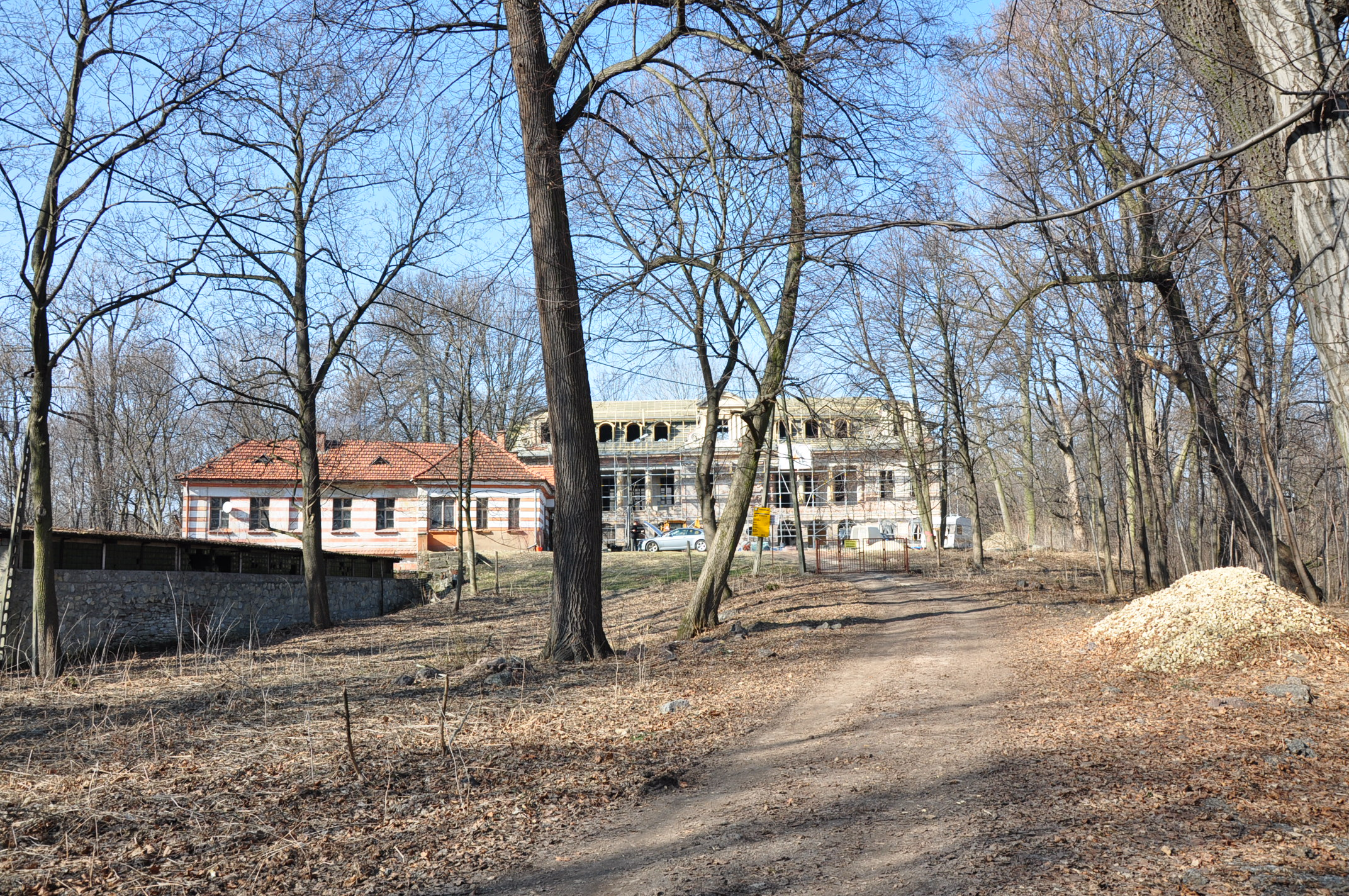
Pałac w Bobrku w trakcie remontu

## Zabytki
Obiekty wpisane do rejestru zabytków nieruchomych województwa małopolskiego.
- Zespół kościoła parafialnego pw. św. Trójcy;
- zespół pałacowy: pałac, oficyna, park;
- spichlerz drewniany.

W Bobrku znajduje się zniszczony pałac Sapiehów (wcześniej Potulickich i Ogińskich), zbudowany w stylu neoklasycystycznym w I połowie XIX wieku, oraz czworaki (z muzeum etnograficznym) i drewniany spichlerz z XVIII wieku.

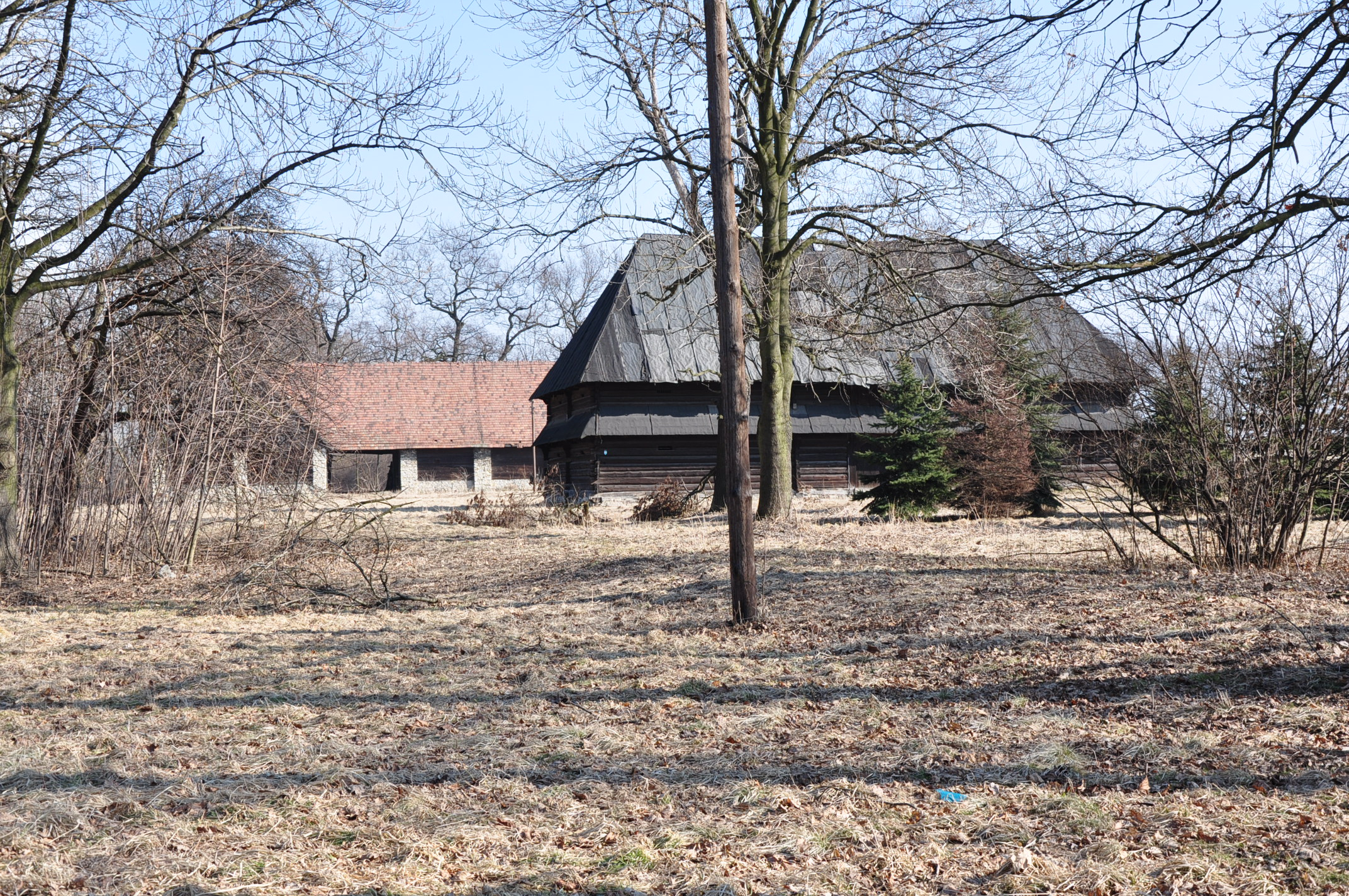
Spichrz
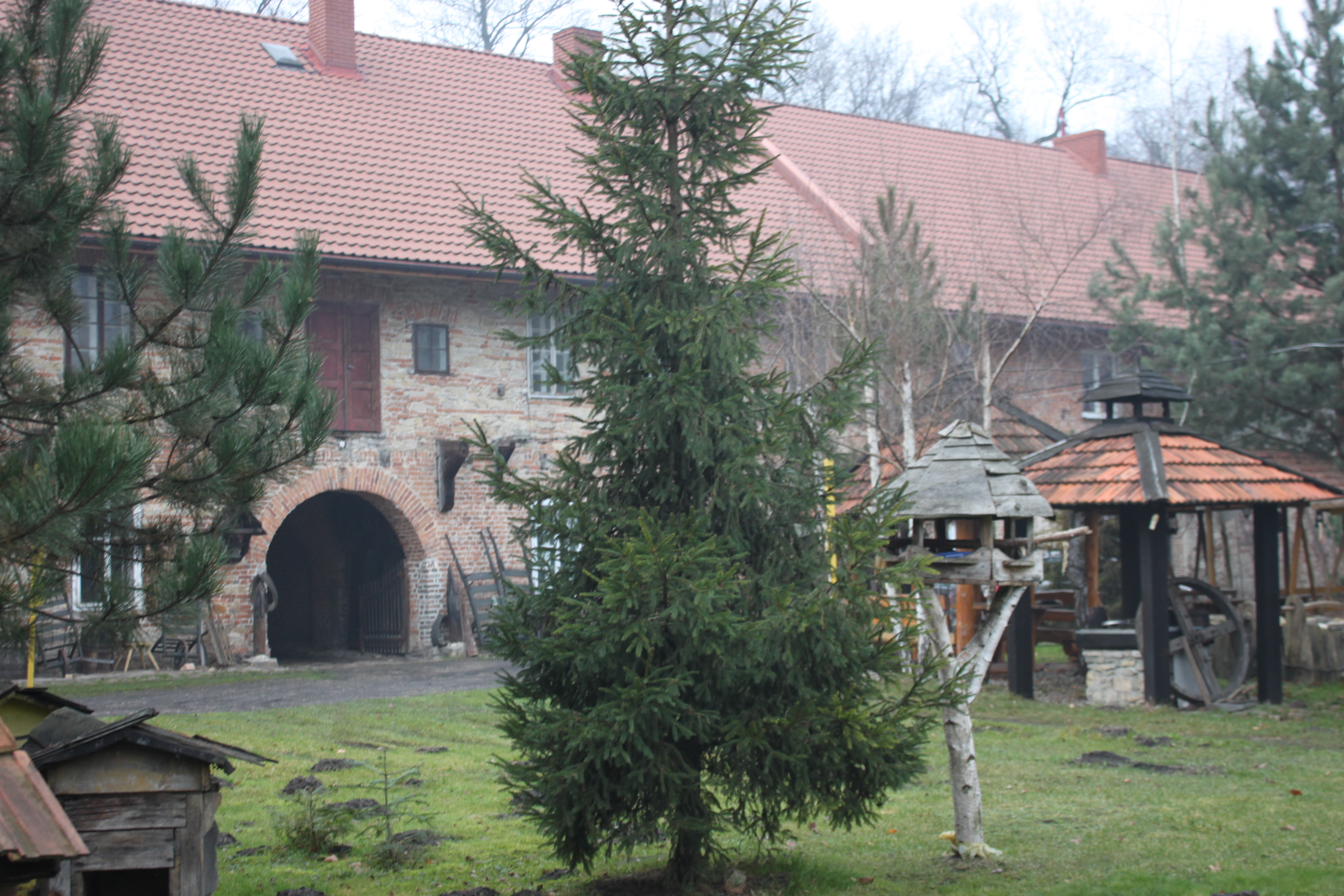
Zabudowaia podworskie
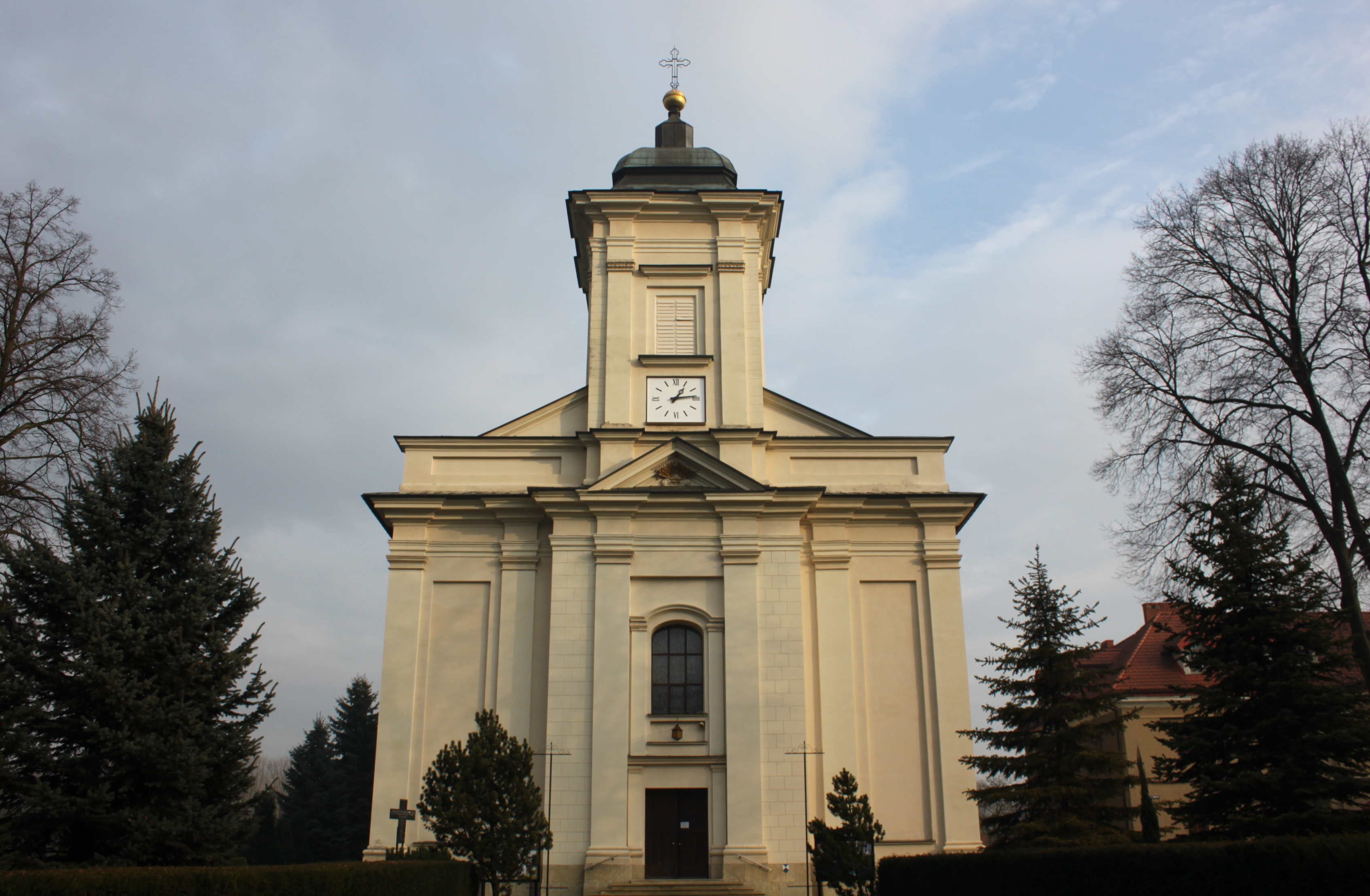
kościół św. Trójcy

## Oświata
W Szkole im. Kardynała Adama Stefana Sapiehy w Bobrku jest przedszkole, „0” (zerówka) i szkoła podstawowa. W miejscowości znajduje się dom pomocy społecznej dla osób z niepełnosprawnością intelektualną. Powstał on w 1952 roku w miejsce Zakładu dla Sierot im. Dzieciątka Jezus, założonego w 1884 roku przez Marię z Potulickich Ogińską i jej męża Bogda Ogińskiego, a prowadzonego najpierw przez siostry służebniczki, a od 1918 roku siostry szarytki.

## Kultura
Wieś Bobrek uznawana była za małopolską stolicę ludowego obraźnictwa. Ambroży Grabowski w swoich wspomnieniach nadmienia o dwóch sławnych obraźnikach działających we wsi – Saganie oraz Wojciechu Bryndzy.

## Infrastruktura
W Bobrku znajduje się most drogowy na Wiśle. W 2006 roku otrzymał on imię Benedykta XVI, który mostem tym przejeżdżał 28 maja tegoż roku, udając się do dawnego niemieckiego obozu koncentracyjnego KL Auschwitz.

## Sport
W Bobrku prowadzi działalność klub piłkarski LKS Bobrek występujący obecnie w lidze okręgowej (Wadowice) oraz Ośrodek Jeździecki „Ikarion”.

## Religia
Na terenie wsi działalność duszpasterską prowadzi Kościół Rzymskokatolicki (parafia Przenajświętszej Trójcy).

## Osoby związane z miejscowością
- Wojciech Bryndza – twórca drzeworytów oraz obraźnik,
- Marek Sowa – polityk, były marszałek województwa małopolskiego, poseł na Sejm VIII kadencji,
- Kazimierz Sowa – polski duchowny.